# Aerodramus ceramensis
La salangana moluqueña de Ceram (Aerodramus ceramensis) es una especie de ave apodiforme de la familia Apodidae endémica del archipiélago de las Molucas, Indonesia, aunque algunos autores siguen creyendo que son una subespecie de Aerodramus infuscatus.

## Distribución
Se encuentra en las selvas de las islas indonesias de Buru, Boano, Ambon y Ceram.